# 벤저민 해리슨 대통령 취임식
벤저민 해리슨 대통령 취임식은 1889년 3월 4일 월요일 워싱턴 D.C.의 미국 국회의사당 동쪽 주랑에서 제23대 미국 대통령으로 거행되었다. 이는 제26회 미국 대통령 취임식으로, 벤저민 해리슨이 대통령으로서, 리바이 P. 모턴이 부통령으로서 유일한 4년 임기를 시작함을 기념했다. 대법원장 멜빌 풀러는 비가 쏟아지는 가운데 대통령 취임 선서를 집행했다.
해리슨은 키가 168cm로, 가장 작은 대통령인 제임스 매디슨보다 약간 컸지만 훨씬 더 무거웠다. 그는 턱수염을 기른 네 번째 (그리고 마지막) 대통령이었다. 해리슨의 취임식은 워싱턴 D.C.에 폭풍이 몰아치는 동안 거행되었다. 퇴임하는 그로버 클리블랜드 대통령은 행사에 참석하여 해리슨이 취임 선서를 하는 동안 그의 머리 위에 우산을 들고 있었다.
그의 연설은 짧았으며, 그의 할아버지인 윌리엄 헨리 해리슨의 연설 길이의 절반에 불과했다. 윌리엄 헨리 해리슨의 연설은 미국 대통령 취임 연설 중 가장 긴 기록을 가지고 있다. 벤저민 해리슨은 연설에서 국가의 성장이 교육과 종교의 영향 덕분이라고 말하며, 면화 생산 주와 광산 지역이 미국 동부의 산업 수준에 도달하도록 촉구하고 보호 관세를 약속했다. 상업에 대해 그는 "우리의 대기업들이 법적 의무와 책임을 더 철저히 준수한다면, 그들의 권리 제한이나 운영 방해에 대해 불평할 일이 줄어들 것이다"라고 말했다. 해리슨은 또한 영토의 조기 주 승격을 촉구하고 퇴역 군인에 대한 연금 지급을 주장했는데, 이 발언은 열렬한 박수갈채를 받았다. 외교 문제에서 해리슨은 먼로주의를 외교 정책의 핵심으로 재확인하면서 해군과 상선군의 현대화를 촉구했다. 그는 외국 정부의 내정에 대한 불간섭을 통해 국제 평화를 약속했다.
존 필립 수자의 미국 해병대 밴드가 연금 건물 내부에서 열린 취임 무도회에서 연주했으며, 많은 인파가 참석했다. 백악관으로 이사한 후, 해리슨은 예언적으로 다음과 같이 언급했다.
대통령의 집무실과 그의 사적인 공간이라고 부정확하게 불리는 곳 사이에는 문 하나만 있을 뿐입니다. 그 문은 결코 잠기지 않습니다. 너무 멀지 않지만 주거지와는 완전히 별개의 행정 사무실 건물이 있어야 합니다. 공공 서비스에 종사하는 다른 모든 사람들은 침실과 책상 사이에 지붕이 없는 공간이 있습니다.

## 같이 보기
- 벤저민 해리슨 행정부
- 1888년 미국 대통령 선거

## 참고 문헌
- Socolofsky, Homer E.; Spetter, Allan B. (1987). 《The Presidency of Benjamin Harrison》. University Press of Kansas. ISBN 978-0-7006-0320-6.